# Identità sui logaritmi
In vari settori della matematica, in particolare nello studio delle funzioni speciali, si incontrano svariate identità sui logaritmi. 

## Identità algebriche

### Le identità più semplici
| {\displaystyle \log _{b}(1)=0\!\,}    | deriva da | {\displaystyle b^{0}=1\!\,}    |
| {\displaystyle \log _{b}(b)=1\!\,}    | deriva da | {\displaystyle b^{1}=b\!\,}    |
| {\displaystyle \log _{1/b}(b)=-1\!\,} | deriva da | {\displaystyle b^{-1}=1/b\!\,} |

### Semplificazione di calcoli numerici
I logaritmi sono stati introdotti per semplificare i calcoli numerici. Per esempio si può ottenere il prodotto di due numeri servendosi delle tavole dei logaritmi ed effettuando una somma.
| {\displaystyle \log _{b}(xy)=\log _{b}(x)+\log _{b}(y)\!\,}                                                      | deriva da | {\displaystyle b^{x}\cdot b^{y}=b^{x+y}}                                    |
| {\displaystyle \log _{b}\!\left({\begin{matrix}{\dfrac {x}{y}}\end{matrix}}\right)=\log _{b}(x)-\log _{b}(y)}    | deriva da | {\displaystyle {\begin{matrix}{\dfrac {b^{x}}{b^{y}}}\end{matrix}}=b^{x-y}} |
| {\displaystyle \log _{b}(x^{y})=y\log _{b}(x)\!\,}                                                               | deriva da | {\displaystyle (b^{n})^{y}=b^{ny}\!\,}                                      |
| {\displaystyle \log _{b}\!\left(\!{\sqrt[{y}]{x}}\right)={\begin{matrix}{\dfrac {\log _{b}(x)}{y}}\end{matrix}}} | deriva da | {\displaystyle {\sqrt[{y}]{x}}=x^{1/y}}                                     |

### Cancellazione con gli esponenziali (identità logaritmica)
La funzione esponenziale viene anche chiamata antilogaritmo; in effetti le applicazioni della funzione logaritmo e della funzione esponenziale relative alla stessa base si annullano reciprocamente.
| {\displaystyle b^{\log _{b}(x)}=x}     | deriva da | {\displaystyle \mathrm {antilog} _{b}(\log _{b}(x))=x\!\,} |
| {\displaystyle \log _{b}(b^{x})=x\!\,} | deriva da | {\displaystyle \log _{b}(\mathrm {antilog} _{b}(x))=x\!\,} |

### Cambiamento della base
{\displaystyle \log _{a}b={\log _{c}b \over \log _{c}a}}
Questa identità permette di calcolare i logaritmi in base qualunque su molte calcolatrici. Gran parte delle calcolatrici hanno infatti tasti per il calcolo di ln e di log10, ma nessuno che permetta il calcolo diretto di log2. Per ottenere il valore di un numero come log2(3), si può calcolare log10(3) / log10(2) (o equivalentemente il calcolo di ln(3)/ln(2)).
Alla precedente formula se ne riconducono varie altre:
{\displaystyle \log _{a}b={\frac {1}{\log _{b}a}}}
{\displaystyle \log _{a^{n}}b={\frac {1}{n}}\log _{a}b}
{\displaystyle a^{\log _{b}c}=c^{\log _{b}a}}

## Identità utili al calcolo infinitesimale

### Limiti
{\displaystyle \lim _{x\to 0^{+}}\log _{a}x=-\infty \quad {\mbox{se }}a>1}
{\displaystyle \lim _{x\to 0^{+}}\log _{a}x=+\infty \quad {\mbox{se }}0<a<1}
{\displaystyle \lim _{x\to +\infty }\log _{a}x=+\infty \quad {\mbox{se }}a>1}
{\displaystyle \lim _{x\to +\infty }\log _{a}x=-\infty \quad {\mbox{se }}0<a<1}
{\displaystyle \lim _{x\to 0^{+}}x^{b}\log _{a}x=0}
{\displaystyle \lim _{x\to +\infty }{1 \over x^{b}}\log _{a}x=0}
L'ultima identità viene spesso interpretata con l'affermazione che "i logaritmi crescono più lentamente di una qualunque potenza (o radice) positiva della variabile {\displaystyle x}".

### Derivata delle funzioni logaritmiche
{\displaystyle {d \over dx}\log _{a}x={1 \over x\ln a}={\log _{a}e \over x}}

### Integrali di funzioni logaritmiche
{\displaystyle \int \log _{a}x\,dx=x(\log _{a}x-\log _{a}e)+C}
Per rendere più mnemoniche le formule che seguono conviene introdurre la notazione:
{\displaystyle x^{\left[n\right]}:=x^{n}(\log(x)-H_{n})}
dove {\displaystyle \,H_{n}:=\sum _{k=1}^{n}{\frac {1}{k}}} è l'n-esimo numero armonico.
Quindi si hanno le successive identità:
{\displaystyle x^{\left[0\right]}=\log x}
{\displaystyle x^{\left[1\right]}=x\log(x)-x}
{\displaystyle x^{\left[2\right]}=x^{2}\log(x)-{\begin{matrix}{\frac {1}{2}}\end{matrix}}\,x^{2}}
{\displaystyle x^{\left[3\right]}=x^{3}\log(x)-{\begin{matrix}{\frac {3}{4}}\end{matrix}}\,x^{3}}
Di conseguenza
{\displaystyle {\frac {d}{dx}}\,x^{\left[n\right]}=n\,x^{\left[n-1\right]}}
{\displaystyle \int x^{\left[n\right]}\,dx={\frac {x^{\left[n+1\right]}}{n+1}}+C}